# 源乾曜
源乾曜（7世纪—731年12月22日），封安阳郡公，唐朝官员，唐玄宗年间两度担任宰相。

## 家庭背景
源乾曜来自相州（今邯郸）。他的家族可以追溯到鲜卑政权南凉后裔，后来在北魏受封为陇西宣王的源贺。他的先祖后来在北周和隋朝为臣。源乾曜的祖父源师民在隋朝任刑部侍郎，父亲源直心则担任唐高宗的司刑太常伯，但因事被流配岭南而死。源乾曜举进士，入仕时已四十多岁。曾任夔州参军，其马厩在城东北约三百步，后为孔子庙。

## 唐中宗、唐睿宗第二次登基年间
唐高宗之子唐中宗第二次登基时（705年 - 710年），源乾曜任殿中侍御史，神龙二年（706年）二月黜陟江东道，为朝散大夫行度支员外郎摄右台侍御史。他被认为是一位称职的官员。唐隆元年（710年），中宗的弟弟相王、先前的唐睿宗李旦也再次登基。景云年间，累迁谏议大夫。此时，公卿百官三九射礼不行已久。二年（711年）二月，源乾曜引用孔子的话上疏：「尔爱其羊，我爱其礼。」主张复兴。历史上并未记载睿宗是否采纳了他的意见，但不久他就被任为梁州（大约在今汉中）都督。太极元年（712年），诏举文可以经邦国者，源乾曜时任宣劳使，推荐独孤通理作赋，独孤通理从数百人中夺魁。

## 唐玄宗年间
延和元年（712年），唐睿宗禅位给太子李隆基，后者即位为唐玄宗。玄宗在位早期的开元（713年 - 741年）年间，玄宗的堂兄、故章怀太子李贤之子邠王李守礼的属下官吏犯法，玄宗希望给邠王任命一位长史，玄宗近臣太常卿姜皎推荐源乾曜公正清明有吏干。玄宗召见源乾曜，深为他的神气清爽和对答有序所打动，于是拜行少府少监，兼邠王府长史，不久以正议大夫、行少府监、上柱国、安阳县开国男迁行尚书户部侍郎，散官勋封如故，兼御史中丞，未几又转尚书左丞。唐玄宗对宦官高力士说自己速度提拔源乾曜是因为源乾曜的相貌和言辞像先前因太平公主谋反案伏诛、但为人得到玄宗认可的萧至忠。但欧阳修认为萧至忠不贤，评价“帝以乾曜似之，遽使当国，是帝举不知至忠之不可用，又不知乾曜之所可用也”。
开元四年（716年）十一月，源乾曜擢拜黄门侍郎，授同紫微黄门平章事，为实质宰相，勋封如故。但玄宗更倚重身患疟疾的宰相姚崇，军国大事都问他，其他宰相源乾曜、卢怀慎等唯唯诺诺而已。姚崇在长安没有住所，寓居罔极寺养病，玄宗经常让源乾曜去那里咨询姚崇。当源乾曜提出的建议让玄宗满意时，玄宗总说：“这一定是姚崇的意思。”而当源乾曜提出的建议与玄宗不合时，玄宗则说：“你应该先去咨询姚崇。”源乾曜也只得谢罪，承认确实没有咨询过。源乾曜奏称姚崇气力虚弱，不能走路，希望令他移居四方馆，特许家人视疾，玄宗准奏。但姚崇很快因为儿子们光禄少卿姚彝、宗正少卿姚异及亲信中书主书赵诲受贿事发而失宠，姚崇因此辞职，推荐宋璟接替自己。源乾曜拜相才两个月，闰十二月就以黄门侍郎、安阳男的官爵和姚崇一同罢相，由宋璟和苏颋替代。玄宗行幸东都洛阳时，任源乾曜守京兆尹管理长安。源乾曜任京兆尹三年，把长安管理得很好。他认为富平主簿宇文融贤能，以礼厚待之。一次，玄宗打猎时不慎放走了一只白鹰，命手下抓回。当源乾曜的手下发现白鹰时，它已经挂在荆棘丛里死了。这些手下害怕获罪，但源乾曜认为皇帝不会怪罪，即使怪罪，他自己也会一力承担，于是上表请罪。玄宗果然没有处罚源乾曜和他的手下。
八年（720年）正月，源乾曜以尚书左丞、上柱国、安阳县开国男的身份再次任黄门侍郎、同中书门下三品，一同拜相的还有张嘉贞，取代了宋璟和苏颋。不久，他又加银青光禄大夫，五月迁侍中。姜皎外甥太子中允李林甫通过源乾曜之子源洁请求为司门郎中，源乾曜说：“郎官须是有素行且才望高的人，哥奴（李林甫小字）岂是郎官？”数日后，除其为谕德。源乾曜上表指出有权势的官员的儿子和兄弟都在京城任职，迫使没有这层关系的初级官吏只能到边远地区任职，提议把这些官家的儿子、兄弟都遣离京城，并且要求把自己在京城任职的三个儿子中的两个也遣出京城。玄宗表扬了他，同意了他的建议，下令每个官员家不得同时有三人在京城任职。公卿子弟做京官的因此出外者百余人。源乾曜子河南府参军源弼出为绛州司功，太祝源洁出为郑县尉。
兵部员外郎兼侍御史宇文融奏置劝农判官十人，并摄御史，为括客之法，阳翟尉皇甫憬、左拾遗杨相如、户部侍郎杨瑒上疏反对，而源乾曜和中书舍人陆坚都赞成，于是皇甫憬被贬为盈川尉，杨瑒也被贬。
十年（722年）四月，与张嘉贞、兵部尚书张说奉敕去赤帝坛祈雨。夏，伊、汝闹水灾，在中书舍人知制诰许景先建议下，源乾曜奏报玄宗，玄宗下诏遣户部尚书陆象先赈灾。十一月，玄宗采纳建议，敕宰相食实封三百户，源乾曜和张嘉贞、张说成为首批受益者。
十一年（723年）十一月，玄宗亲祠南郊，大赦天下，赐源乾曜、张说、兵部尚书同中书门下三品王晙物五百匹。冬，许州刺史王乔家奴告王乔与王晙潜谋构逆，源乾曜和时任中书令的张说奉命审案，查出王晙无反状，但王晙仍以他罪被贬。十二年（724年），新拜户部尚书兼益州长史判都督事的张嘉贞恨张说排挤自己，奉敕在中书省与宰相会宴时挽起袖子大骂，源乾曜、王晙一起为他们和解。同年，玄宗为源乾曜、张说亲作褒奖之词，称源乾曜“謇謇匪躬，谦谦自牧，正身率下，直道事人，无闻伐己之功，每立致君之节，顾问则出纳斯允，左右则启沃居多。德行可称，自宜升擢。”
十三年（725年），玄宗采纳时任宰相的张说建议，准备封禅泰山，源乾曜不同意，从此与张说不合。同年，贺知章迁礼部侍郎，兼集贤院学士，入内谢恩。源乾曜对张说说：“贺公两命之荣，足为光宠，然学士、侍郎孰为美？”张说答二者相去甚远。十一月，封禅结束，源乾曜随同封禅，撰《社首坛颂》，作迎神音乐《灵具醉》，以正议大夫、行尚书户部侍郎、上柱国、安阳县开国男、兼御史中丞拜尚书左丞相，仍兼侍中，勋封如故。封禅后，张说奏吐蕃悔过请和事，玄宗说要和河西陇右节度使、右羽林军将军判凉州都督事王君㚟商议，张说出去后，玄宗又对源乾曜说：“王君㚟勇而无谋，常思侥幸，一旦两国和好，他怎么立功？如果他进来说他的谋划，我的计划就不成了。”不久王君㚟即入朝奏事请求率兵深入讨吐蕃。十四年（726年）四月，张说被御史中丞宇文融、御史大夫崔隐甫、中丞李林甫弹劾受贿，玄宗命源乾曜与刑部尚书韦抗、大理少卿胡珪、崔隐甫去尚书省审理，最后张说虽然获得了宽大处理，但被罢中书令。
在和张嘉贞、张说共事期间，源乾曜往往处事谨慎，在重大问题上附和他们。玄宗曾考其为中上。十年（722年），由于张嘉贞排挤，当年举荐源乾曜、又是源乾曜侄孙源光乘妻兄的姜皎被流放，源乾曜却不相救，因此广受批评。源乾曜以子求婚于李令一，李令一坚拒，言辞有所冒犯，被贬为黔州彭水尉。
十五年（727年）五月，诏中书门下引文武举人就中策试，蓝田县尉萧谅、右卫胄曹梁涉、邠州柱国子张玘等对策稍优，录奏时，玄宗对源乾曜及其同僚宰相李元纮、杜暹等说：“朕宵衣旰食，侧席求贤，所以每念搜扬者，恐草泽遗才无繇自达。至如畿尉卫佐，未经推择，更与褐衣争进，非朕本意。”于是唯以张玘为下第放选，其余都罢去。
源乾曜和李元纮、杜暹共事，唯唯诺诺署名而已，李、杜政见不合，他也不作调停。这让玄宗对他们三人都不满，十七年（729年）六月，将他们一并罢相，改任裴光庭、宇文融，另一位宰相萧嵩留任。此后短期内，源乾曜仍任左丞相。他与张说都请求以玄宗生日八月五日为千秋节，休假一日，群臣献甘露、玄宗酹酒，士庶村社宴乐，于是成为常例。八月，他被任命为太子李鸿的属官太子少师，但因为官名犯了祖父源师民的讳，他坚持不肯就职，于是玄宗改太子少师为太子少傅。与此同时，宋璟任尚书右丞相，张说任左丞相，玄宗为他们三人举行了盛大的就职典礼，提供御膳房饮食及命太常奏乐，亲自作三杰诗赐给他们，并封源乾曜为安阳郡公。
十九年（731年），玄宗再次幸洛阳，此时的源乾曜已年老患病，无法随行，留在长安。12月22日，源乾曜病逝，以礼安葬，赠幽州大都督。玄宗在洛阳南门为他举哀，辍朝两天以表哀悼。
后源乾曜得绘图凌烟阁。

## 轶闻
郗昂性捷直，源乾曜曾戏言他：“谢安说‘郗生（郗超）可谓入幕之宾矣’，莫非是你的远祖？”郗昂说：“犹胜以氏为秃发。若不遇后魏道武，称之为同源，赐之姓源氏，岂可列于《姓苑》？”源乾曜于是折服。

## 作品
- 《先师闵损字子骞赞》

## 家庭

### 先代
- 曾祖：源彪，字文宗，隋莒州刺史、临颍县公
- 祖父：源师民，字踐言，隋比部侍郎
- 父亲：源直心，唐司刑太常伯

### 兄
- 源珍

### 姐妹
- 源氏，嫁中散大夫并州盂县令崔哲

### 夫人
- 天水赵氏，朝散大夫、行肃州司马、上柱国赵因本之女，封天水郡夫人

### 子女
- 子：源复，华州刺史
- 子：源弼，工部郎中
- 子：源洁，河南县县令
- 子：源清，驸马都尉，娶玄宗女真阳公主
- 子：源晋宾，字光国，兖州长史、郑州别驾
  - 孙：源泌，相州临河县令
- 第十三女：源端，济阴郡考城县尉韦馧夫人

《唐故源夫人墓志》作源乾曜有子源广津，但又称源广津父卒于697年左右，与源乾曜开元年间去世矛盾，故不取。

## 评价
南宋洪迈《容斋随笔》“汉唐八相”一条云：“姚（崇）以二子及亲吏受赂，其罢犹有说，宋（璟）但以严禁恶钱及疾负罪而妄诉不已者，玄宗用优人戏言而罢之，二公终身不复用，宋公罢相时，年才五十八，后十七年乃薨。继之者如张嘉贞、张说、源乾曜、王睃、宇文融、裴光庭、萧嵩、牛仙客，其才可睹矣。……释骐骥而不乘，焉皇皇而更索，可不惜哉！”指后来的宰相们都不足以与姚崇、宋璟相比。其“唐三杰”一条又说：“汉高祖以萧何、张良、韩信为人杰。此三人者，真足以当之也。唐玄宗同日拜宋璟、张说、源乾曜三故相官，帝赋《三杰诗》，自写以赐。其意盖以比萧、张等也。说与乾曜岂璟比哉！玄宗可谓不知臣矣。”仍指张说、源乾曜不足以与宋璟相比。